# Bộ chuyển mạch

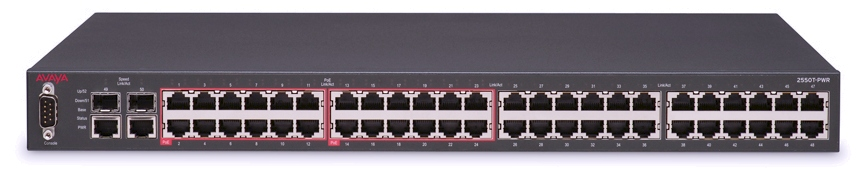
Avaya ERS 2550T-PWR, một switch Ethernet có 50 port

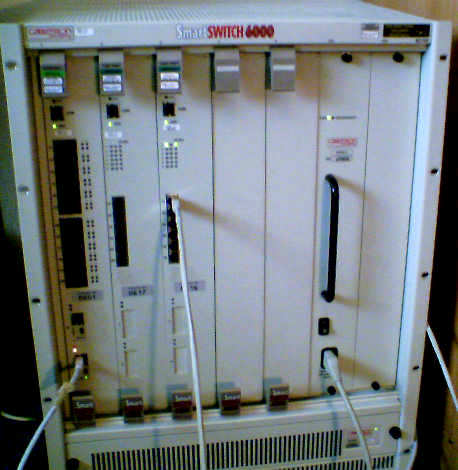
Bộ switch có 3 module mạng (tính cả thành 24 cảng Ethernet và 14 cảng Ethernet nhanh) và một nguồn điện.

Bộ chuyển mạch hay thiết bị chuyển mạch (tiếng Anh: switch) là một thiết bị dùng để kết nối các đoạn mạng với nhau theo mô hình mạng hình sao (star). Theo mô hình này, switch đóng vai trò là thiết bị trung tâm, tất cả các máy tính đều được nối về đây.
Switch làm việc như một Bridge nhiều cổng. Khác với Hub nhận tín hiệu từ một cổng rồi chuyển tiếp tới tất cả các cổng còn lại, switch nhận tín hiệu vật lý, chuyển đổi thành dữ liệu, từ một cổng, kiểm tra địa chỉ đích rồi gửi tới một cổng tương ứng.
Hỗ trợ công nghệ Full Duplex dùng để mở rộng băng thông của đường truyền mà không có repeater hoặc Hub nào dùng được
Trong mô hình tham chiếu OSI, switch hoạt động ở tầng liên kết dữ liệu, ngoài ra có một số loại switch cao cấp hoạt động ở tầng mạng.

## Tầng 1
Một hub (một cổng vào, nhiều cổng ra), hoặc bộ lặp (một cổng vào, một cổng ra), là những thiết bị mạng đơn giản không quản lý bất kỳ lưu lượng truy cập nào đến qua nó. Bất kỳ gói tin nào vào cổng được "lặp lại" trên tất cả các cổng khác, ngoại trừ cổng nhập vào. Vì mỗi gói được lặp lại trên mỗi cổng khác, sự va chạm của gói ảnh ảnh hưởng đến toàn bộ mạng, giới hạn dung lượng chung của nó. Bộ lặp được dùng để bù suy hao tín hiệu bằng cách chuyển tiếp tất cả các tín hiệu điện đến từ cổng vào tới cổng ra sau khi đã khuếch đại. Trong khi một hub được dùng để nối với nhiều thiết bị ethernet.
Từ đầu những năm 2000, có ít khác biệt về giá cả giữa một hub và một switch cấp thấp, cho nên hub hầu như được thay thế.

## Switch tầng 2
Switch ở layer 2, ở một mức độ rất cơ bản, thực chất là một cầu nối trong suốt (transparent bridging) với nhiều port, mỗi port là một đoạn trong Ethernet LAN, biệt lập với các port còn lại. Việc truyền gói tin dựa hoàn toàn vào địa chỉ MAC chứa trong gói, nó sẽ không được truyền đi khi chưa biết được địa chỉ gốc.
Ích lợi của Switch:
- Các thiết bị kết nối gián tiếp thông qua các port của switch
- Switch làm cho các host có thể hoạt động ở chế độ song công (có thể đọc – ghi, nghe – nói) cùng lúc.
- Không cần phải chia sẻ băng thông. Các port của switch sẽ quyết định băng thông truyền đi như thế nào.
- Giảm tỷ lệ lỗi trong frame. Frame sẽ được kiểm tra lỗi. Các gói tin tốt khi được nhận sẽ được lưu lại trước khi chuyển đi (công nghệ store-and-forward).
- Có thể giới hạn lưu lượng truyền đi ở một mức ngưỡng nào đó.

Một Switch L2 đi kèm với các loại giao diện khác nhau như 10Mbps, 100Mbps, 1Gbps, 10Gbps... và nó cũng hỗ trợ giao tiếp full-duplex trên mỗi cổng của nó. Nó cũng tạo điều kiện mở rộng mạng và kết nối với phần còn lại của mạng thông qua các cổng tốc độ cao được gọi là các cổng uplink có thể được kết nối với các thiết bị chuyển mạch L2 khác hoặc các bộ định tuyến L3.

### Khác biệt giữa Switch L2 và repeater
Trong khi repeater là một thiết bị tầng vật lý (tầng 1 của Mô hình OSI) hoạt động trên tín hiệu điện từ và quang học, một Switch L2 là một thiết bị tầng liên kết dữ liệu hoạt động trên khung L2. Ngoài ra, một bộ lặp chủ yếu được sử dụng để mở rộng chiều dài của một phân đoạn LAN hoặc tăng số nút trong mạng LAN, trong khi Switch L2 mạnh hơn và thực sự được sử dụng để chuyển các frame một cách thông minh giữa các nút nguồn và đích của mạng LAN.
Nếu một bộ lặp được sử dụng để kết nối hai phân đoạn của mạng LAN, sau đó cả hai phân đoạn tạo thành một miền va chạm đơn, vì bộ lặp chuyền mỗi khung từ một phân đoạn vô điều kiện vào đoạn khác. Mặt khác, nếu một Switch L2 được sử dụng để kết nối nhiều phân đoạn của một mạng LAN, thì nó sẽ giúp giữ cho từng phân đoạn như một miền va chạm riêng biệt. Nếu các nút trong cùng một phân đoạn giao tiếp với nhau, thì giao thông bị giới hạn trong phân đoạn bởi Switch L2. Chỉ giao thông giữa các nút trên các phân đoạn được chuyển tiếp qua các cổng của L2.
Một điểm khác biệt nữa là mặc dù Repeater có nhiều cổng nhưng tất cả các cổng đều có cùng tốc độ, trong khi L2 Switch có thể có các cổng có tốc độ khác nhau. Ngoài ra, một cổng duy nhất trong Switch L2 có khả năng làm việc ở các tốc độ khác nhau dựa trên tốc độ vận hành của nút kết nối với cổng. Vì Switch L2 hỗ trợ nhiều loại giao diện, thậm chí nó có thể được sử dụng để kết nối các phân đoạn của mạng LAN với các công nghệ khác nhau (ví dụ như phân đoạn Ethernet và phân đoạn vòng Token).

### Khác biệt giữa Switch L2 và bridge
Bridge là tên cũ trước đó của switch L2 khi nó (phần cứng) còn cần thêm phần mềm riêng biệt để hoạt động. Trước đây Bridge chính yếu được dùng để nối các phần của LAN với nhau để mở rộng LAN và cũng để giúp giữ cho từng phân đoạn của một LAN như một miền va chạm riêng biệt.